# Ouilly-le-Tesson
Ouilly-le-Tesson is een gemeente in het Franse departement Calvados (regio Normandië) en telt 512 inwoners (2004). De plaats maakt deel uit van het arrondissement Caen.

## Geografie
De oppervlakte van Ouilly-le-Tesson bedraagt 11,9 km², de bevolkingsdichtheid is 43,0 inwoners per km².
De onderstaande kaart toont de ligging van Ouilly-le-Tesson met de belangrijkste infrastructuur en aangrenzende gemeenten.

## Demografie
Onderstaande figuur toont het verloop van het inwonertal (bron: INSEE-tellingen).
Vanwege een beveiligingsprobleem met de MediaWiki Graph-software is het momenteel niet mogelijk deze grafiek weer te geven. Zodra de software is bijgewerkt zal de grafiek vanzelf weer zichtbaar worden.
1. ↑  Populations de référence 2022.